# Джоан Лорринг
Джоан Лорринг (англ. Joan Lorring, 17 апреля 1926 — 30 мая 2014) — американская актриса, номинантка премии «Оскар» в 1945 году.

## Биография
Мэдэлин Эллис родилась в Гонконге. В 1939 году началось вторжение японских войск в Китай, и они с матерью эмигрировали в Сан-Франциско, где юная Мэри стала работать на радио.
Её первая роль в кино была в фильме 1944 года «Песнь о России», для которого киностудия «MGM» изменила её имя на Джоан Лорринг. В этом же году она снялась в картине «Мост короля Людовика Святого», а годом позже сыграла вместе с Бетт Дейвис в фильме «Кукуруза зелена», за роль в котором была выдвинута на «Оскар», как лучшая актриса второго плана.
В 1950 году Джоан Лорринг играла на Бродвее в пьесе «Вернись, маленький Шеба». Позже стартовала её карьера на телевидении, где у неё были главные роли в мыльных операх «Храбрая леди» и «Норби». В 1980 году, перед тем как навсегда оставить кино, она снялась в небольшой роли в сериале «Лодка любви».
Актриса была замужем за нью-йоркским эндокринологом Мартином Сонненбергом, от которого родила двух дочерей. Скончалась 30 мая 2014 года в возрасте 88 лет в деревне Слипи-Холлоу, штат Нью-Йорк.

## Избранная фильмография
| Год  |    | Русское название             | Оригинальное название      | Роль            |
| ---- | -- | ---------------------------- | -------------------------- | --------------- |
| 1944 | ф  | Песнь о России               | Song of Russia             | Соня            |
| 1944 | ф  | Мост короля Людовика Святого | The Bridge of San Luis Rey | Пепита          |
| 1945 | ф  | Кукуруза зелена              | The Corn Is Green          | Бесси Уотти     |
| 1946 | ф  | Три незнакомца               | Three Strangers            | Айси Крейн      |
| 1946 | ф  | Вердикт                      | The Verdict                | Лотти Роусон    |
| 1947 | ф  | Другая любовь                | The Other Love             | Селестин Миллер |
| 1947 | ф  | Потерянное мгновение         | The Lost Moment            | Амелия          |
| 1947 | ф  | Гангстер                     | The Gangster               | Дороти          |
| 1951 | ф  | Долгая ночь                  | The Big Night              | Мэрион Ростина  |
| 1966 | тф | Звёздный фургон              | The Star Wagon             | Марта           |